# Bryum rutilans
Bryum rutilans är en bladmossart som beskrevs av Bridel 1826. Bryum rutilans ingår i släktet bryummossor, och familjen Bryaceae. Inga underarter finns listade i Catalogue of Life.